# Carlo Ludovico Bragaglia
Carlo Ludovico Bragaglia (* 8. Juli 1894 in Frosinone; † 4. Januar 1998 in Capri) war ein italienischer Filmregisseur und Drehbuchautor.

## Leben
Bragaglia wurde als Sohn des italienischen Filmpioniers Francesco Bragaglia geboren und ist der Bruder von Anton Giulio. In den Jahren vor dem Ersten Weltkrieg studierte er Jura in Rom. Während des Krieges wurde er verwundet und arbeitete danach als Fotograf für das recht neue Medium Kino, wobei er sich auf Porträts spezialisierte. 1918 gründete er mit seinem Bruder Anton Giulio auch das Casa dell'Arte Bragaglia und später das Teatro degli Independenti, das sich der Avantgarde und der experimentellen Theaterform widmete.
Mit Beginn der 1930er Jahre wandte sich Bragaglia dem Kino zu und wirkte zunächst in verschiedenen Funktionen; 1932 inszenierte er seinen ersten eigenen Film, O la borsa o la vita. Mit den Jahren realisierte er zahlreiche romantische Komödien, bei denen er oftmals mit den Größen der Zeit wie Vittorio de Sica, Umberto Melnati und Enrico Viarisio zusammenarbeitete; vor allem nach dem Zweiten Weltkrieg drehte er auch Abenteuerstoffe, die ausgesprochen populär waren, darunter etliche Antikfilme und Werke mit Totò.
Bragaglia starb mit 103 Jahren auf Capri, das er sehr liebte.

## Filmografie (Auswahl)
- 1932: O la borsa o la vita
- 1949: Totò le Mokò (Totò le Mokò)
- 1950: Der tolle Juxbaron (47 morte che parla)
- 1952: Im Zeichen der Verschwörer (Il segreto delle tre punte)
- 1953: Auf des Degens Spitze (Al fil di spada)
- 1954: Orientexpress (Orient express)
- 1954: Semiramis, die Kurtisane von Babylon (La cortigiana di Babilonia)
- 1956: Der goldene Falke (Il falco d'oro)
- 1957: Clorinda, die Sarazenin (La Gerusalemme liberata)
- 1957: Lazzarella
- 1958: Kreuz und Schwert (La spada e la croce)
- 1959: Hannibal (Annibale)
- 1960: Die Jungfrauen von Rom (I virgini di Roma)
- 1960: Die Liebesnächte des Herkules (Gli amori di Ercole)
- 1961: Ursus im Tal der Löwen (Ursus nella valle dei leoni)
- 1964: Die Rivalen der vier Musketiere (I quattro moschettieri)